# João de Deus Pinheiro
Pour les articles homonymes, voir João de Deus.
João de Deus Rogado Salvador Pinheiro, né le 11 juillet 1945 à Lisbonne, est un homme politique portugais membre du Parti social-démocrate (PPD/PSD).
Il a notamment été ministre des Affaires étrangères du Portugal, et commissaire européen.

## Biographie

### Formation
En 1970, il obtient une licence d'ingénierie chimique industrielle à l'Institut supérieur technique (IST). Il y décroche une maîtrise de sciences de l'ingénieur cinq ans plus tard. Il part ensuite étudier à l'université de Birmingham, où il passe avec succès son doctorat en 1976.
Trois ans plus tard, il obtient son agrégation, avec félicitations du jury, à l'université du Minho. Par ailleurs, il est docteur honoris causa de l'université de Birmingham depuis 1992.

### Carrière
Il commence sa carrière universitaire comme assistant à l'université Eduardo Mondlane, au Mozambique, de 1970 à 1973. En 1976, il est engagé à l'université du Minho comme professeur auxiliaire pour un an. Il y devient ensuite professeur associé, puis professeur des universités à partir de 1979.
Il est également recteur de cette université pendant un an à partir de 1984.
Aujourd'hui présent dans le monde des affaires, il siège aux conseils d'administration de Galp Energia entre 2000 et 2005, de ZON Lusomondo, société d'audiovisuel, de 2003 à 2005, et participe, depuis 2007, à celui du groupe Panatlântica.

## Vie politique

### Au Portugal
En 1982, João de Deus Pinheiro est nommé secrétaire d'État à l'Administration scolaire dans le second cabinet de Francisco Pinto Balsemão, mais doit renoncer à ce poste l'année suivante.
Il fait son retour au gouvernement le 15 février 1985, comme ministre de l'Éducation du gouvernement de grande coalition de Mário Soares. Huit mois plus tard, il est élu député du district de Viana do Castelo, puis devient ministre de l'Éducation et de la Culture le 8 novembre 1985 dans le gouvernement minoritaire d'Aníbal Cavaco Silva.
Réélu à l'Assemblée de la République, cette fois-ci pour le district de Porto, lors des législatives anticipées de 1987, il est choisi comme ministre des Affaires étrangères le 18 août de cette même année. Au cours de son premier mandat, il se distingue notamment pour avoir participé à la négociation de l'accord de Brijuni, qui met fin à la guerre de Slovénie en 1991. Cette même année, il est réélu pour un troisième mandat parlementaire et conserve son portefeuille ministériel.
Il renonce à son mandat le 12 novembre 1992. Dix-sept ans plus tard, il fait son retour dans la vie politique portugaise en étant élu député du district de Braga aux élections législatives du 27 septembre 2009. Toutefois, il démissionne dès le 15 octobre, une demi-heure à peine après sa prise officielle de fonction.

### Dans l'Union européenne
Le 6 janvier 1993, il devient commissaire européen aux Relations avec le Parlement, la Culture et l'Audiovisuel. Il passe au portefeuille des Relations avec les pays d'Afrique, des Caraïbes et du Pacifique (ACP) deux ans plus tard, le 23 janvier 1995. Il fait partie des commissaires mis en cause par le rapport des experts indépendants sur les affaires de fraude et de corruption à la Commission européenne et, dans ce cadre, doit démissionner avec ses autres collègues de la Commission présidée par jacques Santer en mars 1999. Il n'est pas reconduit lors de la formation de la commission Prodi.
Tête de liste de la coalition Força Portugal, qui unit le Parti social-démocrate et le Parti populaire, aux élections européennes de 2004, il est élu député européen et occupe, pour les cinq années suivantes, une vice-présidence du groupe PPE-DE. Il ne s'est pas représenté aux élections européennes de 2009.

## Distinctions
- Commandeur grand-croix de l'ordre royal de l'Étoile polaire
- Grand-croix de l'ordre de l'Infant Dom Henri
- Grand officier de la Légion d'honneur